# اريك ماكين
اريك ماكين (بالإنجليزية: Eric McCain)‏ هو لاعب كرة قدم أمريكية ولاعب كرة القدم الكندية أمريكي، ولد في 23 يناير 1986.